# Ferrari 625 LM
La 625 LM è una autovettura da competizione prodotta dalla Ferrari nel 1956 in tre esemplari. Fu progettata e costruita per partecipare alla 24 Ore di Le Mans.

## Il contesto
Dopo la tragedia di Le Mans del 1955, la ACO ridusse il limite massimo della cilindrata dei prototipi ammessi alla gara a 2500 cm³, e mise altre restrizioni per limitarne la velocità e di conseguenza la pericolosità.
La Ferrari non poteva quindi schierare nell'edizione del 1956 la 860 Monza e la 290 MM, che avevano rispettivamente una cilindrata di 3,4 L e 3,5 L. La Scuderia di Maranello modificò pertanto tre 500 Testa Rossa con carrozzeria tipo barchetta installandovi un nuovo propulsore da 2,5 L di cilindrata. Questo motore era la versione leggermente modificata di quello progettato da Aurelio Lampredi e montato sulla 625 F1, ma aveva il rapporto di compressione ridotto da 13:1 a 9:1. Il propulsore fu ottenuto aumentando l'alesaggio e la corsa del quattro cilindri in linea della 500 TR, che originariamente aveva una cilindrata di 2 L, portando i valori delle due misure a coincidere con quelle del propulsore della 625 F1. Furono anche sostituiti i carburatori, che erano sempre di marca Weber, ma di modello 42 DCO/A doppio corpo.
I tre esemplari costruiti furono carrozzati da Touring e da Scaglietti. Fu l'ultimo modello Ferrari completato da Touring.
La nuova vettura fu chiamata 625 LM, nome che ricordava l'origine del propulsore e la gara per cui era stata preparata, cioè Le Mans.

## Le competizioni
La 625 LM partecipò ad una sola competizione ufficiale, la 24 Ore di Le Mans del 1956. A questa gara presero parte tutti e tre gli esemplari prodotti, ma solo uno terminò la gara, classificandosi terzo. Era guidato da Olivier Gendebien e Maurice Trintignant, e fu battuto da una Jaguar D-Type, che giunse prima, e da una Aston Martin DB3S, che arrivò seconda.
Gli altri due esemplari si ritirarono. Il primo, condotto da Phil Hill e André Simon, abbandonò la gara dopo nove ore per un guasto alla trasmissione quando era al quarto posto. Il secondo invece, guidato da Alfonso de Portago e Duncan Hamilton, fu coinvolto in un incidente al primo giro.

## Caratteristiche tecniche
Il motore era un quattro cilindri in linea anteriore e longitudinale, e fu progettato da Aurelio Lampredi. La testata ed il monoblocco erano fabbricati in lega leggera. L'alesaggio e la corsa erano rispettivamente di 94 mm e 90 mm, che portavano la cilindrata a 2498,32 cm³. Il rapporto di compressione era di 9:1. La potenza massima erogata dal propulsore era di 220 CV a 6200 giri al minuto.
La distribuzione era formata da un doppio albero a camme in testa che comandava due valvole per cilindro. L'alimentazione, non forzata, era assicurata da due carburatori a doppio corpo di marca Weber e modello 42 DCO/A. L'accensione era doppia, ed il relativo impianto comprendeva due spinterogeni. La lubrificazione era a carter secco, mentre la frizione era bidisco.
Le sospensioni anteriori erano indipendenti, e comprendevano quadrilateri trasversali ed una barra stabilizzatrice, mentre quelle posteriori erano formate da un ponte rigido e doppi puntoni. Entrambe montavano molle elicoidali e ammortizzatori idraulici. I freni erano idraulici a tamburo, mentre il cambio era manuale a quattro rapporti più la retromarcia. Lo sterzo era a vite senza fine e settore dentato. La trazione era posteriore.
Il telaio era tubolare in acciaio, mentre la carrozzeria era spider a due posti.
La 625 LM raggiungeva la velocità massima di 250 km/h.